# Desmopachria mutchleri
Desmopachria mutchleri är en skalbaggsart som beskrevs av Willis Blatchley 1919. Desmopachria mutchleri ingår i släktet Desmopachria och familjen dykare. Inga underarter finns listade i Catalogue of Life.